# ガエタン・ウェスベック
ガエタン・ウェスベック（Gaëtan Weissbeck 、1997年1月17日 - ）は、フランス・ヴィサンブール出身のプロサッカー選手。アポロン・リマソール所属。ポジションは、ミッドフィールダー。

## クラブ歴
2019年1月31日、ソショーと3年間のプロ契約を結んだ。2019年7月26日、リーグ・ドゥのSMカーン戦でプロデビュー。0-0で引き分けた。
2024年8月13日、アポロン・リマソールに移籍した。